# Eduardo Cabrita
 (novembre 2017).
Si vous disposez d'ouvrages ou d'articles de référence ou si vous connaissez des sites web de qualité traitant du thème abordé ici, merci de compléter l'article en donnant les références utiles à sa vérifiabilité et en les liant à la section « Notes et références ».
Eduardo Arménio do Nascimento Cabrita, née le 26 septembre 1961 à Barreiro, est un homme d'État portugais. Il est ministre de l'Intérieur entre le 21 octobre 2017 et le 3 décembre 2021.